# Итайнополис
Итайнополис (порт. Itainópolis) — муниципалитет в Бразилии, входит в штат Пиауи. Составная часть мезорегиона Юго-восток штата Пиауи. Входит в экономико-статистический микрорегион Алту-Медиу-Канинде. Население составляет 11 109 человек на 2010 год. Занимает площадь 828,152 км². Плотность населения — 13,41 чел./км².

## Демография
Согласно сведениям, собранным в ходе переписи 2010 г. Национальным институтом географии и статистики (IBGE), население муниципалитета составляет:
| Полное население                               | Полное население                               | Полное население                               | Полное население                               | 11 109 |
| ---------------------------------------------- | ---------------------------------------------- | ---------------------------------------------- | ---------------------------------------------- | ------ |
| в том числе:                                   | Городское население                            | 2530                                           | Процент городского населения, %                | 22,77  |
|                                                | Сельское население                             | 8579                                           | Процент сельского населения, %                 | 77,23  |
|                                                | Мужское население                              | 5545                                           | Процент мужского населения, %                  | 49,91  |
|                                                | Женское население                              | 5564                                           | Процент женского населения, %                  | 50,09  |
| Плотность населения, чел/км²                   | Плотность населения, чел/км²                   | Плотность населения, чел/км²                   | Плотность населения, чел/км²                   | 13,41  |
| Население муниципалитета в % к населению штата | Население муниципалитета в % к населению штата | Население муниципалитета в % к населению штата | Население муниципалитета в % к населению штата | 0,36   |

По данным оценки 2016 года, население муниципалитета составляет 11 354 жителя.

## Статистика
- Валовой внутренний продукт на 2003 год составляет 21 996 995,00 реалов (данные: Бразильский институт географии и статистики).
- Валовой внутренний продукт на душу населения на 2003 год составляет 2146,89 реалов (данные: Бразильский институт географии и статистики).
- Индекс развития человеческого потенциала на 2000 год составляет 0,585 (данные: Программа развития ООН).